# Поділля (Тернопільський район)
Поді́лля (до 1960 року — Пізнанка) — село в Україні, у Скалатській міській громаді Тернопільського району Тернопільської області.
Населення — 439 осіб.

## Назва
Історично називалося Пізнанка перейменоване в 1960 році. В основі нової назви Поділля, лежить історико-географічна назва краю — Поділля.

## Географія
Розташоване на півдні району, на подільській височині.

### Клімат
Поділля знаходяться в межах вологого континентального клімату із теплим літом. Але діяльність людини досить часто призводить до екоциду, поганих змін та глобального потепління. Рівень наповнення річок водою по області становить лише 20 % від необхідного стандарту, значна частина земної поверхні стає посушливою. Для покращення ситуації варто було б проводити ревайлдинг, відновлювати екосистеми та лісові насадження.

## Історія
Перша писемна згадка — 1574 як Пізнанка.
Діяли «Просвіта» та інші товариства.
З 1947 року мешканці села зазнали каральної акції операції «Захід».
До 1960 називалося Пізнанка. 
З 24 серпня 1991 року село входить до складу незалежної України.
До 2015 року — адміністративний центр колишньої Подільської сільської ради, якій підпорядковувалося село Хоптянка. У зв'язку з переселенням жителів хутори Вавилівка та Михайлівка виведені з облікових даних. 
14 липня 2015 року ввійшло у склад Скалатської міської громади.
12 червня 2020 року, відповідно до розпорядження Кабінету Міністрів України  № 724-р «Про визначення адміністративних центрів та затвердження територій територіальних громад Тернопільської області», село увійшло до складу Скалатської міської громади.
19 липня 2020 року в результаті адміністративно-територіальної реформи та ліквідації Підволочиського району, село увійшло до складу новоствореного Тернопільського району.

## Релігія
- церква та каплиця Успенія Діви Марії (1907, кам'яна, ПЦУ; 2014, кам'яна, УГКЦ).

## Пам'ятки
Споруджено пам'ятник воїнам-односельцям, полеглим у німецько-радянській війні (1965), встановлено пам'ятний хрест на честь скасування панщини (1898), насипано символічну могилу Борцям за волю України (1992).

## Соціальна сфера
Працюють ЗОШ 1-2 ступ., Будинок культури, бібліотека, ФАП, відділення зв'язку, торговельний заклад, ресторан "Подільський замок".

## Відомі люди

### Народилися
- М. Девоссер (1895–1973) — військовик, вояк УСС, вишкільник УСС й УГА, та громадський діяч.

### Працювали
- П. Макаров — Герой соціалістичної праці.
- Марія Бошкевич - доярка, депутат Верховної Ради УРСР 5-го скликання.

## Галерея

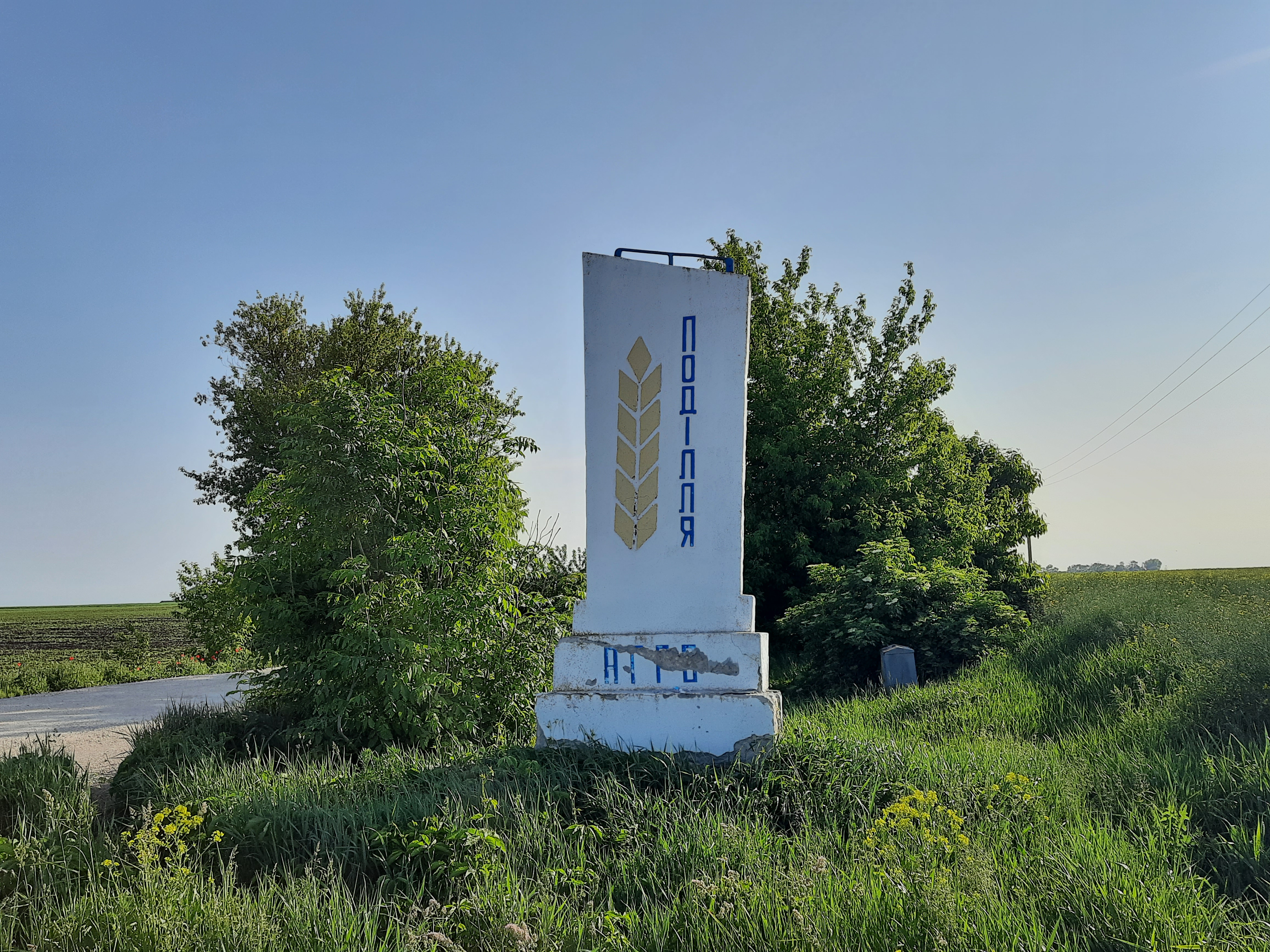
Стела при в'їзді в село
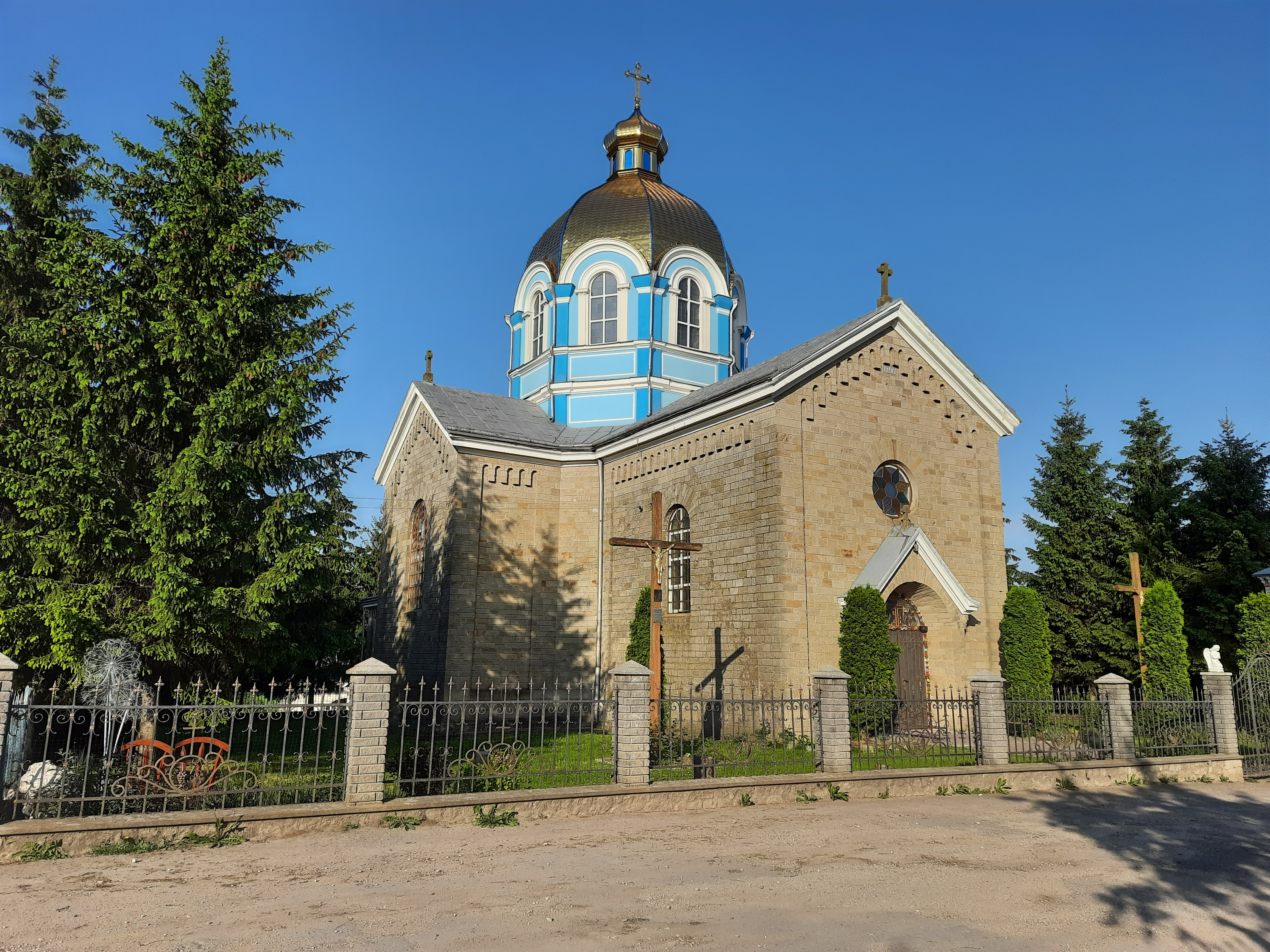
Церква Успенія Діви Марії
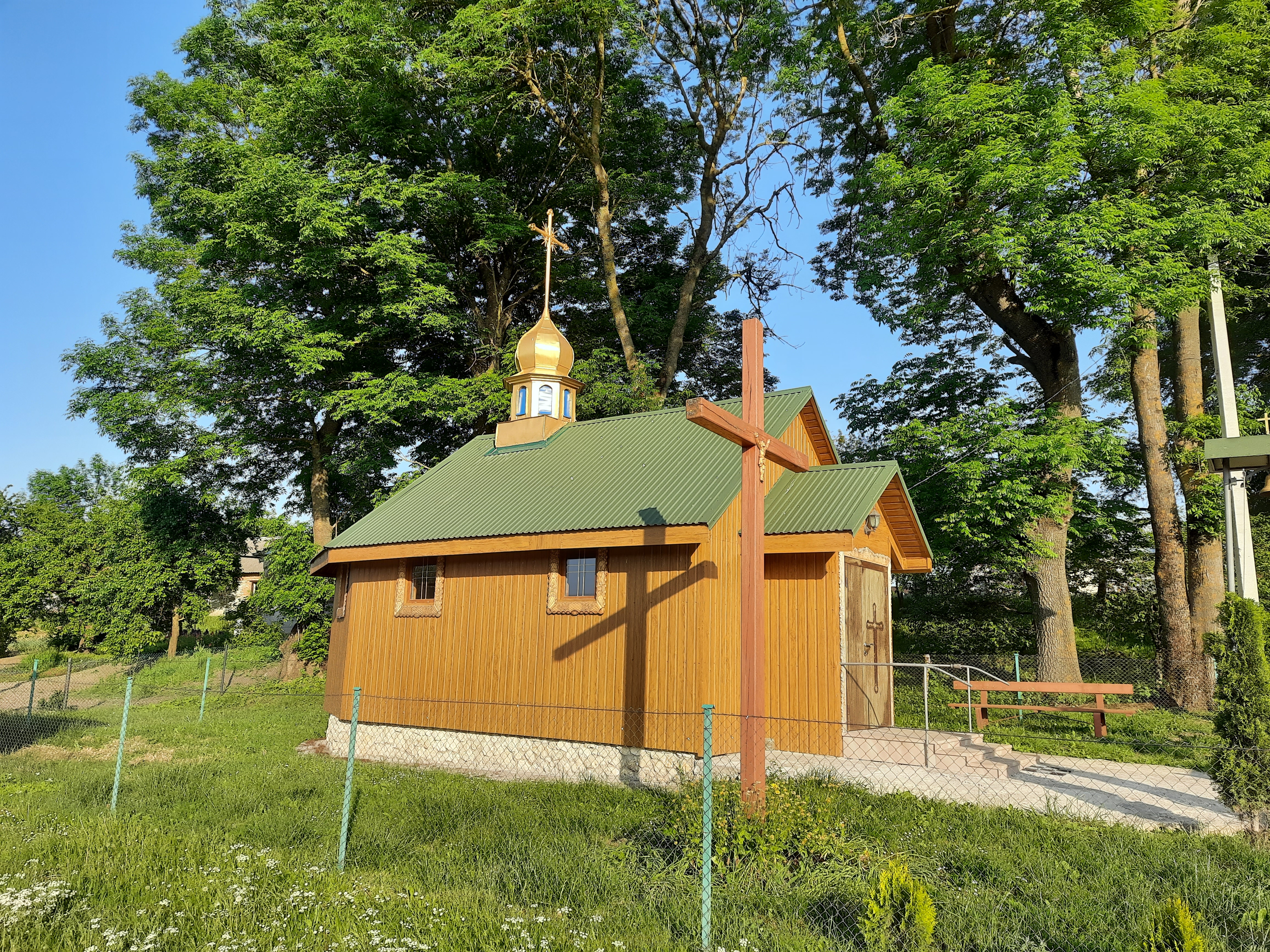
Каплиця Успіння Пресвятої Богородиці (2014; УГКЦ)
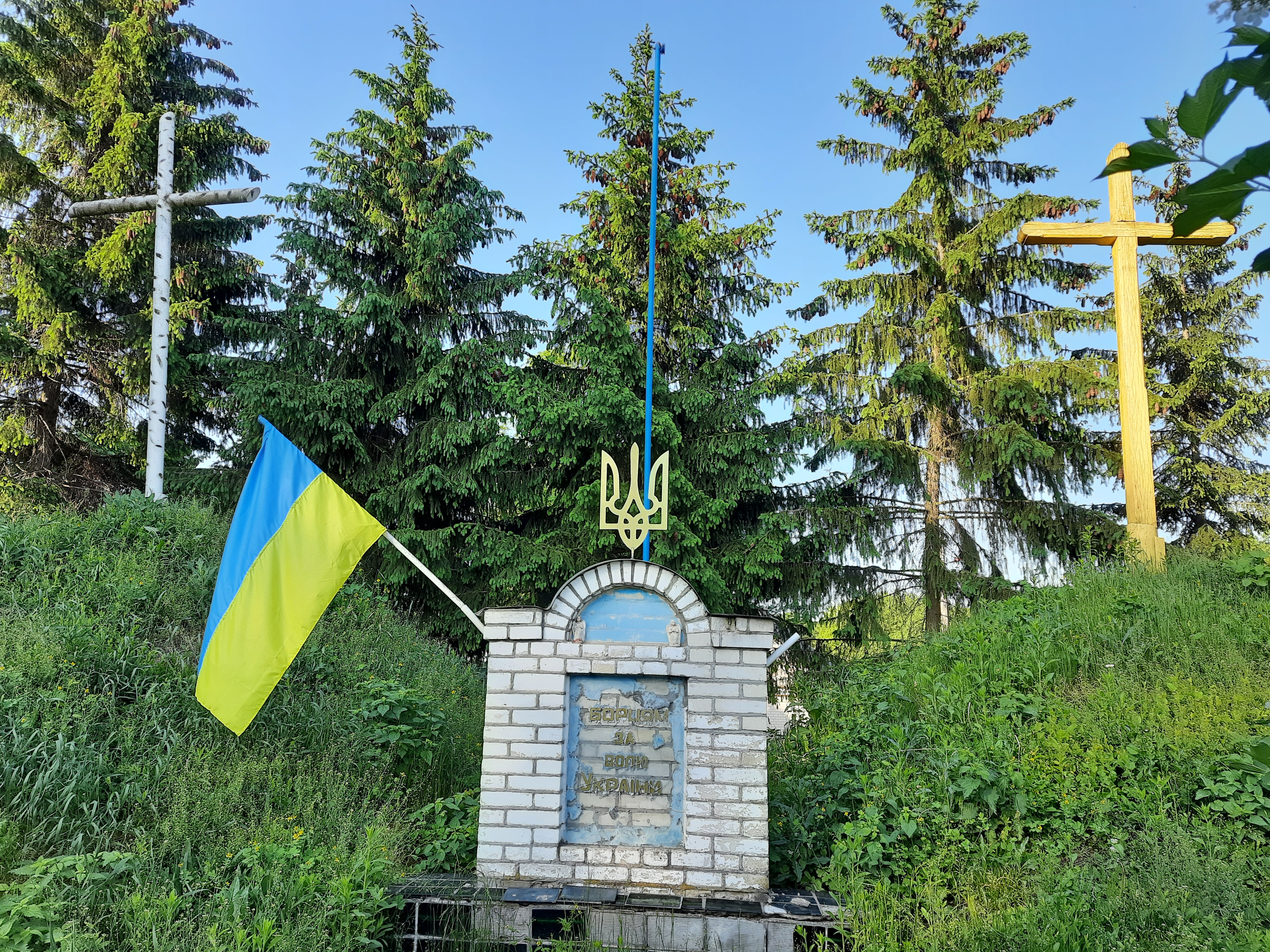
Пам'ятний знак борцям за волю України
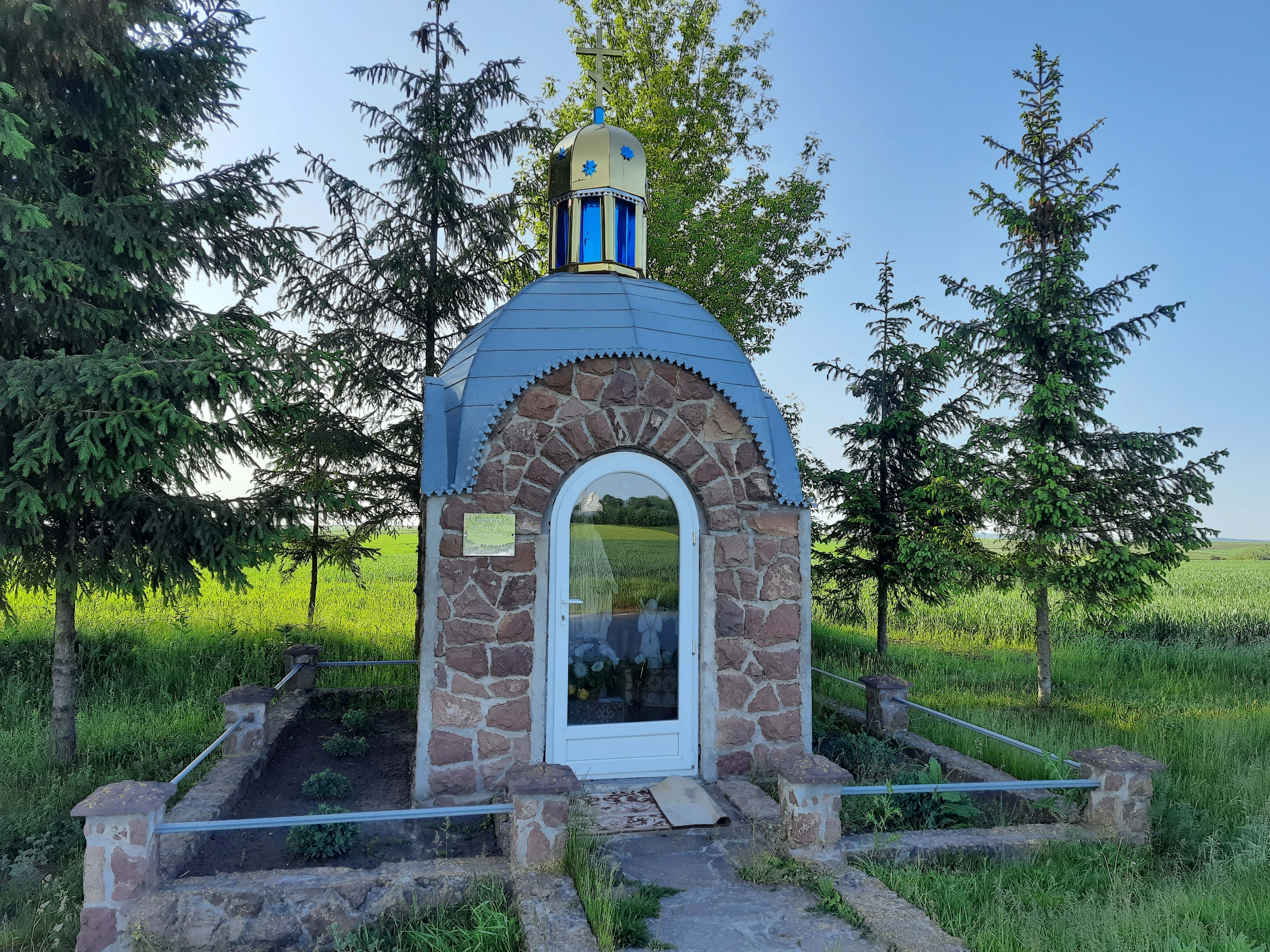
Капличка при в'їзді в село